# Сан, Фернан
Фернан Сан (фр. Fernand Sanz; 28 февраля 1881, Мадрид, Испания — 1922, Ницца, Франция) — французский велогонщик, серебряный призёр летних Олимпийских игр 1900. Внебрачный сын короля Альфонсо XII и его любовницы оперной дивы Елены Санс.
На Играх Сан принял участие в гонке на 2 км. Сначала он занял четвёртое место в первом раунде, затем выиграл четвертьфинал и полуфинал, и в финальном заезде занял второе место, уступив только своему соотечественнику Жоржу Теландье.